# Maurice Merleau-Ponty
Maurice Merleau-Ponty (Rochefort-sur-Mer, 14 maart 1908 - Parijs, 3 mei 1961) was een Frans fenomenologisch filosoof, sterk beïnvloed door Karl Marx, Edmund Husserl en Martin Heidegger, die geassocieerd wordt met Jean-Paul Sartre (die zei dat hij door Merleau-Ponty tot het marxisme was "bekeerd") en Simone de Beauvoir.
De kern van Merleau-Ponty's filosofie bestaat uit de idee dat de waarneming een fundamentele rol speelt in ons begrijpen van de wereld evenals onze interactie ermee. Als fenomenoloog valt hij op doordat hij uitgebreid het debat aanging met de wetenschappen, en voornamelijk met de psychologie. Daarnaast legde Merleau-Ponty de nadruk op het lichaam als primair middel om de wereld te kennen, dit in tegenstelling tot de klassieke filosofische traditie die het bewustzijn als vertrekpunt van kennis aannam. Deze nadruk op de lichamelijkheid leidde Merleau-Ponty in zekere zin weg van de fenomenologie naar - wat hij noemde - een "indirecte ontologie" of ook wel de ontologie van "het vlees van de wereld" (la chair du monde). Dit komt vooral naar voren in zijn postuum gepubliceerde werken Le Visible et l’invisible (1964) en L’Œil et l’esprit (1960).

## Leven en werk
Na zijn middelbare school in Le Havre en Parijs (Lycée Louis-le-Grand), ging Merleau-Ponty naar de École Normale Supérieure. Dat was in de tijd dat ook Jean-Paul Sartre hier zijn opleiding volgde. Émile Bréhier, Jean Laporte, en vooral Léon Brunschvicg waren toen invloedrijke docenten. Na het afstuderen werd hij leraar filosofie in Beauvais en Chartres. Om de dialectiek en het marxisme beter te leren kennen volgde hij in de jaren dertig, zoals vele Franse intellectuelen (Sartre, Breton, Lévi-Strauss, Bataille,..) de colleges van Kojève over Hegel's Phänomenologie des Geistes aan de École Pratique. Tijdens de Schemeroorlog was hij luitenant, en na zijn terugkeer uit de krijgsgevangenschap sloot hij zich aan bij de kleine verzetsgroep van Sartre, Socialisme en Vrijheid.
Na de oorlog werd hij hoogleraar in Lyon en nadien in Parijs (Sorbonne; Collège de France). Tot zijn diepgaande meningsverschil met Sartre werkte hij ook als redacteur van het destijds invloedrijke maandblad Les Temps modernes.

Merleau-Ponty was erg bereisd. Zo bezocht hij Oost-Europa, Noord-Afrika, het Verre Oosten, het Amerikaanse continent en voormalig Frans-Afrika (zo schreef hij over de door de Franse kolonialisten bloedig onderdrukte onafhankelijkheidsstrijd op Madagaskar).

In 1961 stierf hij onverwacht aan een hartaanval, naar verluidt boven teksten van Descartes.
Merleau-Ponty's filosofie, sterk beïnvloed door Edmund Husserl, moet gerekend worden tot het domein van de fenomenologie. Hij voerde bepaalde aspecten van de fenomenologie van Husserl door in zijn eigen werk, dat voor een belangrijk deel was gebaseerd op onderzoek van Husserls manuscripten. Zijn twee belangrijkste werken zijn La Structure du comportement (1942) en Phénoménologie de la Perception (1945). Hierin komt onder andere naar voren dat la perception (de waarneming) als uitgangspunt moet worden gezien in de filosofie, als een eigen actieve dimensie. Centraal daarin staat een verwerping van het cartesiaanse cogito, en daarmee van het (volgens Merleau-Ponty) misleidende onderscheid tussen het object en het cogito. Middels en vanuit deze verwerping poogt Merleau-Ponty een kritiek te formuleren op de reductionistische tendens die de wetenschappen beheerst. In zijn fenomenologie speelt het lichaam, als middel van zowel waarneming als expressie, een centrale rol: Mon corps est la texture commune de tous les objets et il est, au moins à l'égard du monde perçu, l'instrument général de ma compréhension [Mijn lichaam bepaalt het gemeenschappelijke weefsel van alle objecten en het is, in ieder geval wat betreft de waargenomen wereld, het algemene instrument van mijn begrijpen] (1945: 272).

## Filosofie

### Het primaat van de waarneming
Al in zijn werken La Structure du comportement (1942) en Phénoménologie de la perception (1945) tracht Merleau-Ponty aan te tonen, in tegenstelling tot een traditie die ontstond bij John Locke, dat de waarneming of perceptie niet het causale product is van atomaire sensaties. Deze atomair-causale opvatting was zeer invloedrijk in die tijd, voornamelijk in de stroming van het behaviorisme, maar ook wel in de gestaltpsychologie. Merleau-Ponty was echter van mening dat waarneming een actieve dimensie heeft, in de zin van een primordiale openheid tegenover de leefwereld (Lebenswelt). Zo schrijft hij:
"De bewering dat ik een gezichtsveld heb, zegt dat ik door mijn positie toegang heb tot en opensta voor een systeem van bestaande dingen, van zichtbare dingen, dat deze op grond van een soort primordiaal contract en dankzij een gave van de natuur, zonder enige tussenkomst mijnerzijds, aan mijn blik ter beschikking staan. Het wil dus zeggen dat het zien voorpersoonlijk is."
Deze primordiale openheid is de kern van zijn pleidooi voor het primaat van de waarneming. De fenomenologie van Husserl stelde dat "al het bewustzijn, bewustzijn van iets is". Hierbij is er dus het onderscheid tussen "de act van het denken" (de noësis) en "het intentionele object van het denken" (het noëma). Deze correlatie tussen noësis en noëma is dus de eerste stap in de analyse van het bewustzijn.
Toen Merleau-Ponty het postume werk van Husserl bestudeerde (hij heeft een tijd aan het Husserlarchief in Leuven verbleven), merkte hij echter op dat bepaalde fenomenen niet in termen van deze correlatie beschreven kunnen worden. Dat is vooral het geval bij iets als het lichaam (dat zowel als object en subject gezien kan worden), tijdsperceptie (bewustzijn van tijd is noch een act van het denken, noch het object ervan) en 'de Ander' (dit komt bijvoorbeeld sterk naar voren in de filosofie van Emmanuel Levinas; de vroegere opvattingen van Husserl brachten hem daarentegen tot solipsisme).
Het onderscheid tussen de act van het denken (noësis) en het intentioneel object van het denken (noëma) lijkt op deze manier niet onvoorwaardelijk in alle gevallen te gelden. Het lijkt juist een resultaat te zijn van een hoger niveau van analyse. Merleau-Ponty verschuift zo van de opvatting dat "alle bewustzijn, bewustzijn van iets is" naar de stelling dat "alle bewustzijn, perceptueel bewustzijn is". Op die wijze legt hij de fundamenten voor een belangrijke verschuiving in de fenomenologie, die haar uitgangspunten moet herzien in het licht van dit primaat van de waarneming. Zo stelt hij dat "de oorspronkelijke waarneming een non-thetische, pre-objectieve en voorbewuste ervaring is".

### Lichamelijkheid

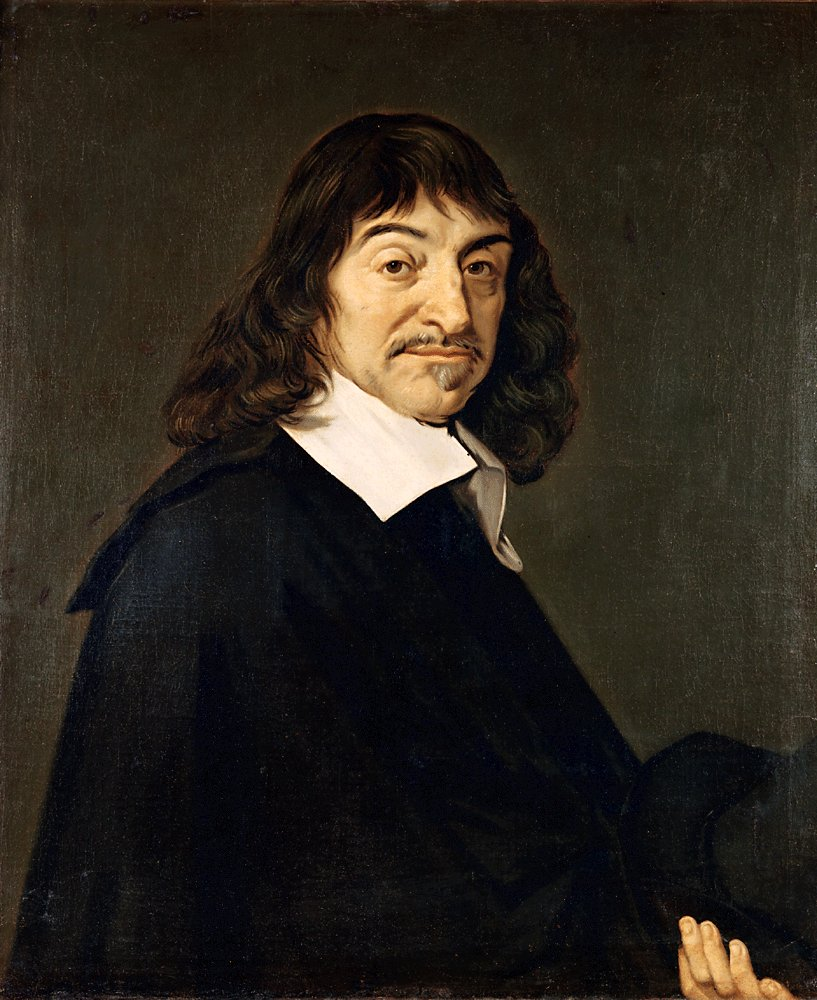
René Descartes

Vertrekkend vanuit de studie van de waarneming bracht dit Merleau-Ponty tot het inzicht dat iemands eigen lichaam (le corps propre) niet enkel een ding is, een potentieel object als wetenschappelijk studieobject, maar ook een permanente voorwaarde voor ervaring, een onderdeel van de perceptuele openheid tegenover de wereld. Het primaat van de waarneming houdt zo ook een primaat van de ervaring in, in zover dat waarneming als een actieve en constituerende dimensie wordt gezien.
Merleau-Ponty betoogt voor een nauwe band tussen lichamelijkheid en bewustzijn, en verder dus van een intentionaliteit van het lichaam, die hij beschrijft als een "motorische intentionaliteit", dat hij definieert als "een door het lichaam zelf geregeld anticipatie of een vooruitgrijpen op het resultaat". Dit staat in schril contrast met de traditionele dualistische ontologie van lichaam-geest dat ontstond bij René Descartes.
Merleau-Ponty's visie op lichamelijkheid is nauw verbonden met zijn visie op de ruimte (l'espace) en het primaat van de dieptedimensie (la profondeur), beide aanwezig in de term van Heideggers In-der-Welt-sein (wat Merleau-Ponty être-au-monde noemt) en van iemands eigen lichaam (le corps propre).
De sterke nadruk op het feit dat de lichamelijkheid intrinsiek een dimensie van uitdrukkingsvermogen heeft die fundamenteel blijkt te zijn voor de constitutie van het 'Ich' kwam al naar voren als een van de conclusies in La Structure du comportement (1942), maar komt ook regelmatig terug in het latere werk. Hierop aansluitend gaat Merleau-Ponty verder in op hoe dit lichamelijk subject in staat is om het organische niveau van het lichaam te overstijgen, iets dat zich manifesteert in intellectuele handelingen en onze cultuur.

### Invloed
Het werk van Merleau-Ponty heeft een sterke invloed gehad op onder anderen de 'heideggeriaanse' hedendaagse denker Hubert Dreyfus, die in zijn What computers still can't do een evaluatie geeft van een fenomenologische reflectie op de gang van zaken binnen het vakgebied van de kunstmatige intelligentie. Zijn werk krijgt ook enige aandacht binnen de neuropsychologie. Cognitiewetenschappers als Oliver Sacks en Antonio Damasio tenderen naar een bewustzijnsdenken zoals dat bij Merleau-Ponty terug te vinden is.

De Amerikaanse kunstfilosoof Arthur C. Danto studeerde bij Merleau-Ponty, met aantoonbare blijvende invloed. Soortgelijks geldt voor Stuart Hampshire en Charles Taylor.  
In het Nederlandstalige taalgebied is het denken van Merleau-Ponty toegankelijk gemaakt door onder anderen Kees Kwant, Reinout Bakker en Nico Luijpen. Ook heeft zijn werk sterke invloed gehad op F.J.J. Buytendijk, Edward Schillebeeckx en Rudolf Boehm, en was hij aanwezig bij Jaap Kruithof. Een hedendaags (2008) expert is dr. T.M.T. Coolen.

## Citaat
- Het is waar, zoals Marx zegt, dat de geschiedenis niet op haar hoofd loopt, maar het is ook waar dat zij niet met haar voeten denkt. Of liever gezegd, wij moeten ons noch met haar 'hoofd' noch met haar 'voeten' bezighouden, maar met haar lichaam.[8]

### Vertalingen
- Essays, Uitgeverij Het Spectrum, 1970
- Lof der wijsbegeerte, Uitgeverij Boom, 1979
- Voorwoord tot de Fenomenologie van de waarneming, Uitgeverij Kok Agora, 1986
- De wereld waarnemen, Uitgeverij Boom, 2003
- Fenomenologie van de waarneming, Uitgeverij Boom, 2009
- Oog en geest, Uitgeverij Parrèsia, 2012